# Microsoft Flight Simulator 2004: A Century of Flight
Microsoft Flight Simulator 2004: A Century of Flight forkortes også til FS2004, FS9 eller FS ACOF.
Forkortelsen FS9 betyder Flight Simulator 9, fordi dette er det niende udgave af dette simulationsspil fra Microsoft.
Spillet har ikke noget egentligt formål ulig andre computerspil. Her gælder det om at få et fly sikkert op i luften og helskindet ned igen. Undervejs kan man nyde landskabet, eller beskæftige sig med radiokommunikationen og navigation.
I 2003 var det 100 år siden, at den første motoriserede flyvning tungere-end-luften fandt sted, og der fejres i Microsofts niende udgave af Flight Simulator: Flight Simulator 2004: A Century of Flight (der udkom sommeren 2003). I spillet er der 24 historiske og moderne flyvemaskiner, bl.a.
- 1903 Wright Flyer
- Ryan NYP "Spirit of St. Louis"
- Beechcraft Baron 58
- Vickers Vimy
- Douglas DC-3
- Piper Cub
- Boeing 747-400
- Learjet 45
- Ford Tri-Motor
- Cessna Grand Caravan C208B
- Robinson R22 Beta II helicopter

Udover det overvældende antal lufthavne, landskaber og flyvemaskiner som er inkluderet i spillet som fylder 4 cd'er, kan der downloades tusindvis af add-ons (ekstra-materiale) til spillet. De to største hjemmesider med ekstra-materiale er:
- avsim
- flightsim